# ألبرتو كانوسا
ألبرتو كانوسا (بالإسبانية: Alberto Canosa)‏ هو محامي إسباني، ولكنه الآن يعيش في لمغو ألمانيا. أهمّ ابحثه عن مغارة هرقل في طليطلة. أيضا يقول أن تابوت العهد موجد في هذه المغارة. مشهور بين الناطقين بالإسبانية بسبب فيديوهاته عن نظرية المؤامرة.

## أعماله
لديه ألبرتو كانوسا أربع كتب:
- مؤامرة مغارة هرقل وطاولة سليمان(ISBN 978-84-9009-409-9)[1]
- سكان الفضاء قتلوا الرئيس جون ف. كينيدي(ISBN 978-84-686-1714-5)
- أنا، ألبرت فيكتور، دوق كلارنس، كنت جاك السفاح (ISBN 978-84-686-3529-3)
- رهن فرانكشتاين (ISBN 978-84-686-3147-9)